# Tony Award alla miglior attrice non protagonista in un'opera teatrale
Il Tony Award al miglior attrice non protagonista in un'opera teatrale (Tony Award for Best Featured Actress in a Play) è presentato dal 1947 e viene assegnato alle attrici che hanno recitato in spettacoli teatrali nuovi o revival.

## Vincitrici e candidate

### Anni 1940
- 1947: Patricia Neal - Another Part of the Forest nel ruolo di Regina Hubbard
- 1949: Shirley Booth - Goodbye, My Fancy nel ruolo di Grace Woods

### Anni 1950
- 1951: Maureen Stapleton - La rosa tatuata nel ruolo di Serafina Delle Rose
- 1952: Marian Winters - I Am a Camera nel ruolo di Natalia Landauer
- 1953: Beatrice Straight - Il crogiuolo nel ruolo di Elizabeth Proctor
- 1954: Jo Van Fleet - The Trip to Bountiful nel ruolo di Jessie Mae Watts
- 1955: Patricia Jessel - Witness for the Prosecution nel ruolo di Romaine
- 1956: Una Merkel - The Ponder Heart nel ruolo di Edna Earle Ponder
- 1957: Peggy Cass - Zia Mame nel ruolo di Agnes Gooch
- 1958: Anne Bancroft - Two for the Seesaw nel ruolo di Gittel Mosca
- 1959: Julie Newmar - The Marriage-Go-Round nel ruoli di Katrin Sveg

### Anni 1960
- 1960: Anne Revere - Toys in the Attic nel ruolo di Anna Bermiers
- 1961: Colleen Dewhurst - All the Way Home nel ruolo di Mary Follet
- 1962: Elizabeth Ashley - Take Her, She's Mine nel ruolo di Mollies Michaelson
- 1963: Sandy Dennis - A Thousand Clowns nel ruolo di Sandra Mrkowitz
- 1964: Barbara Loden - After the Fall nel ruolo di Maggie
- 1965: Alice Ghostley - The Sign in Sidney Brustein's Window nel ruolo di Mavis Parodus
- 1966: Zoe Caldwell - Slapstick Tragedy nel ruolo di Polly
- 1967: Marian Seldes - Un equilibrio delicato nel ruolo di Julia
- 1968: Zena Walker - A Day in the Death of Joe Egg nel ruolo di Sheila
- 1969: Jane Alexander - The Great White Hope nel ruolo di Eleanor Bachman

### Anni 1970
- 1970: Blythe Danner - Butterflies Are Free nel ruolo di Jill Tanner
- 1971: Rae Allen - And Miss Reardon Drinks A Little nel ruolo di Fleur Stein
- 1972: Elizabeth Wilson - Sticks and Bones nel ruolo di Harrier
- 1973: Leora Dana - The Last of Mrs. Lincoln nel ruolo di Elizabeth Edwards
- 1974: Frances Sternhagen - The Good Doctor
- 1975: Rita Moreno - The Ritz nel ruolo di Googie Gomes
- 1976: Shirley Knight - Kennedy's Children nel ruolo di Carla
- 1977: Trazana Beverley - For Colored Girls Who Have Considered Suicide When the Rainbow if Enuf nel ruolo della Signora in rosso
- 1978: Ann Wedgeworth - Chapter Two nel ruolo di Faye Medwick
- 1979: Joan Hickson - Bedroom Farce nel ruolo di Delia

### Anni 1980
- 1980: Dinah Manoff - I Ought to be in Pictures
- 1981: Swoosie Kurtz - Fifth of July nel ruolo di Gwen Landis
- 1982: Amanda Plummer - Agnes of God nel ruolo di Agnes
- 1983: Judith Ivey - Steaming nel ruolo di Josie
- 1984: Christine Baranski - The Real Thing nel ruolo di Charlotte
- 1985: Judith Ivey - Hurlyburry nel ruolo di Bonnie
- 1986: Swoosie Kurtz - The House of Blue Leaves nel ruolo di Bananas Shaughnessy
- 1987: Mary Alice - Fences nel ruolo di Rose
- 1988: L. Scott Caldwell - Joe Turner's Come and Gone nel ruolo di Bertha Holly
- 1989: Christine Baranski - Rumors nel ruolo di Chris Gorman

### Anni 1990
- 1990: Margaret Tyzack - Lettice and Lovage nel ruolo di Lotte Schoen
- 1991: Irene Worth - Lost in Yonkers nel ruolo di Nonna Kumitz
- 1992: Bríd Brennan - Dancing at Lughnasa nel ruolo di Agnes
- 1993: Debra Monk - Redwood Curtain nel ruolo di Geneva
- 1994: Jane Adams - Un ispettore in casa Birling nel ruolo di Sheila Birling
- 1995: Frances Sternhagen - L'ereditiera nel ruolo di Lavinia Penniman
- 1996: Audra McDonald - Master Class nel ruolo di Sharon Graham
- 1997: Lynne Thigpen - An American Daughter nel ruolo della dottoressa Judith B. Kaufman
- 1998: Anna Manahan - The Beauty Queen of Leenane nel ruolo di Mags Folan
- 1999: Elizabeth Franz - Morte di un commesso viaggiatore nel ruolo di Linda Loman

### Anni 2000
- 2000: Blair Brown - Copenaghen nel ruolo di Margrethe Bohr
- 2001: Viola Davis - King Hedley II nel ruolo di Tonya
- 2002: Katie Finneran - Noises Off nel ruolo di Brooke Ashton
- 2003: Michele Pawk - Hollywood Arms nel ruolo di Louise
- 2004: Audra McDonald - A Raisin in the Sun nel ruolo di Ruth Younger
- 2005: Adriane Lenox - Il dubbio nel ruolo di Mrs. Muller
- 2006: Frances de la Tour - Gli studenti di storia nel ruolo di Mrs. Lintott
- 2007: Jennifer Ehle - The Coast of Utopia
- 2008: Rondi Reed - August: Osage County nel ruolo di Mattie Fae Aiken
- 2009: Angela Lansbury - Spirito allegro nel ruolo di Madame Arcati

### Anni 2010
- 2010: Scarlett Johansson - Uno sguardo dal ponte nel ruolo di Catherine
- 2011: Ellen Barkin - The Normal Heart nel ruolo della dottoressa Emma Brookner
- 2012: Judith Light - Other Desert Cities nel ruolo di Silda Grauman
- 2013: Judith Light - The Assembled Parties nel ruolo di Faye
- 2014: Sophie Okonedo - A Raisin in the Sun nel ruolo di Ruth Younger
- 2015: Annaleigh Ashford - You Can't Take It with You nel ruolo di Essie Carmichael
- 2016: Jayne Houdyshell - The Humans nel ruolo di Deirdre
- 2017: Cynthia Nixon - Le Piccole volpi nel ruolo di Birdie Hubbard
- 2018: Laurie Metcalf - Tre donne alte nel ruolo di B.
- 2019: Celia Keenan-Bolger - Il buio oltre la siepe nel ruolo di Scout Finch

### Anni 2020
- 2021: Lois Smith - The Inheritance nel ruolo di Margaret Avery
- 2022: Phylicia Rashād - Skeleton's Crew nel ruolo di Faye
- 2023: Miriam Silverman - The Sign in Sidney Brustein's Window nel ruolo di Mavis
- 2024: Kara Young - Purlie Victorious (A Non-Confederate Romp through the Cotton Patch) nel ruoo di Lutiebelle Gussie Mae Jenkins
- 2025: Kara Young - Purpose nel ruolo di Aziza

## Attrici più premiate
- Christine Baranski (2)
- Judith Ivey (2)
- Judith Light (2 consecutive)
- Audra McDonald (2)
- Swoosie Kurtz (2)
- Frances Sternhagen (2)
- Kara Young (2)